# Sávos pillangóhal
A sávos pillangóhal vagy más néven csíkos pillangóhal (latinul Chaetodon fasciatus) kizárólag a Vörös-tengerben honos halfajta.

## Leírás
Alapszíne sárga, oldalán 9-11 sötét csík fut keresztül. Arcorra kicsit előreugró, hasonlóan mint a sárga pillangóhal esetében. Arcán sötét maszkot, homlokán fehér sávot visel. Hát- és farok-, valamint farok alatti úszóján barnás vonal vezet körbe. Egy kifejlett példány 18–22 cm-es nagyságot érhet el.

## Életmódja
Gyakran úsznak rajokban vagy párban. Korallzátonyoknál könnyen fellelhető. Nem fenyegetett.